# Chaetabraeus globulus
Chaetabraeus globulus é uma espécie de insetos coleópteros polífagos pertencente à família Histeridae.
A autoridade científica da espécie é Creutzer, tendo sido descrita no ano de 1799.
Trata-se de uma espécie presente no território português.